# María Teresa Torró Flor
María Teresa Torró Flor (2 de mayo de 1992, Villena, Alicante) es una extenista profesional española, apodada "Tita". Mide 1,73 m y pesaba 62 kg. Se formó y desarrolló toda su carrera profesional en Equelite JC Ferrero Sport Academy llegando al Top50 WTA y su entrenador era César Fábregas.
Vencedora de 18 torneos ITF, el último de ellos el de Montreux, Suiza. Hasta el 29 de julio de 2012 contaba 36 partidos consecutivos ganados sobre tierra batida, lo que la ha convertido en la jugadora con más victorias consecutivas en la historia del tenis femenino español, superando a Conchita Martínez que alcanzó 26, o  Arancha Sánchez Vicario que logró 21.
Tras un 2016 muy difícil, en el que cayó hasta el lugar 460 del ranking WTA, en 2017 ya con Alejo Mancisidor de entrenador, volvió a recuperar el buen nivel que le llevó al top50 y logró levantar 5 títulos individuales de la ITF y volver al top200. 
El 7 de julio de 2012 ganó por primera vez el Campeonato de España Absoluto.
En diciembre de 2015 ganó por segunda vez el Campeonato de España Absoluto.
En el año 2011 pasó largo tiempo lesionada, lo que le sirvió para mejorar y cuajar un 2012 de récord.
En su primera aparición en Wimbledon, Torró cayó en la segunda ronda ante Dominika Cibulková por un marcador de 6-0 y 6-1 tras 48 minutos de juego en el choque que abrió la jornada en la Pista 3 del All England Tennis Club.

## Títulos WTA (4; 1+3)

### Individuales (1)
| Leyenda                    |
| -------------------------- |
| Grand Slam (0)             |
| Juegos Olímpicos (0)       |
| WTA Tour Championships (0) |
| Premier Mandatory (0)      |
| Premier 5 (0)              |
| Premier (0)                |
| International (1)          |

| N.º | Fecha               | Torneo    | Superficie    | Oponente en la final | Resultado     |
| --- | ------------------- | --------- | ------------- | -------------------- | ------------- |
| 1.  | 27 de abril de 2014 | Marrakech | Tierra batida | Romina Oprandi       | 6-3, 3-6, 6-3 |

### Dobles (3)
| Leyenda                    |
| -------------------------- |
| Grand Slam (0)             |
| Juegos Olímpicos (0)       |
| WTA Tour Championships (0) |
| Premier Mandatory (0)      |
| Premier 5 (0)              |
| Premier (0)                |
| International (3)          |

| N.º | Fecha                 | Torneo   | Superficie    | Pareja            | Oponentes en la final            | Resultado            |
| --- | --------------------- | -------- | ------------- | ----------------- | -------------------------------- | -------------------- |
| 1.  | 12 de enero de 2013   | Hobart   | Dura          | Garbiñe Muguruza  | Tímea Babos Mandy Minella        | 6-3, 7-6(5)          |
| 2.  | 19 de julio de 2014   | Bastad   | Tierra batida | Andreja Klepač    | Jocelyn Rae Anna Smith           | 6-1, 6-1             |
| 3.  | 28 de febrero de 2015 | Acapulco | Dura          | Lara Arruabarrena | Andrea Hlaváčková Lucie Hradecká | 7-6(2), 5-7, [13-11] |

#### Finalista en dobles (1)
| N.º | Fecha               | Torneo      | Superficie    | Pareja         | Oponentes en la final               | Resultado        |
| --- | ------------------- | ----------- | ------------- | -------------- | ----------------------------------- | ---------------- |
| 1.  | 12 de julio de 2014 | Bad Gastein | Tierra batida | Andreja Klepač | Karolína Plíšková Kristýna Plíšková | 6-4, 3-6, [6-10] |

## Títulos ITF (23;18+5)
| torneos $100,000 |
| torneos $75,000  |
| torneos $50,000  |
| torneos $25,000  |
| torneos $10,000  |

### Individuales ITF: 22 (18–4)
| Posición  | N.º | Fecha                    | Torneo                                | Superficie | Oponente                | Resultado     |
| Ganadora  | 1.  | 14 de diciembre de 2008  | ITF $10,000 Benicarló, España         | Tierra     | Ashley Weinhold         | 6–4, 1–6, 7–5 |
| Ganadora  | 2.  | 18 de octubre de 2009    | ITF $10,000 Antalya-Belek 6, Turquía  | Tierra     | Anna Orlik              | 6–0, 6–3      |
| Ganadora  | 3.  | 28 de febrero de 2010    | ITF $10,000 Madrid 1, España          | Tierra     | Giulia Gatto-Monticone  | 7–5, 3–6, 6–4 |
| Finalista | 4.  | 21 de marzo de 2010      | ITF $10,000 Antalya 3, Turquía        | Tierra     | Julia Mayr              | 2–6, 1–6      |
| Finalista | 5.  | 24 de julio de 2010      | ITF $25,000 La Coruña, España         | Dura       | Leticia Costas-Moreira  | 6–1, 4–6, 3–6 |
| Finalista | 6.  | 25 de septiembre de 2010 | ITF $25,000 Foggia, Italia            | Tierra     | Laura Pous Tió          | 6–3, 3–6, 4–6 |
| Ganadora  | 7.  | 24 de abril de 2011      | ITF $25,000 Civitavecchia, Italia     | Tierra     | Anna-Giulia Remondina   | 6–3, 6–4      |
| Ganadora  | 8.  | 22 de abril de 2012      | ITF $25,000 Civitavecchia, Italia     | Tierra     | Yulia Beiguelzimer      | 3–6, 7–5,6-2  |
| Ganadora  | 9.  | 10 de junio de 2012      | ITF $25,000 Zlin, República Checa     | Tierra     | Jasmina Tinjić          | 6-1, 1-6, 6-1 |
| Ganadora  | 10. | 17 de junio de 2012      | ITF $50,000 Craiova, Rumania          | Tierra     | Cristina-Andreea Mitu   | 6-3, 6-4      |
| Ganadora  | 11. | 30 de junio de 2012      | ITF $25,000 Roma, Italia              | Tierra     | Tereza Mrdeža           | 6-3, 6-0      |
| Ganadora  | 12. | 22 de julio de 2012      | ITF $100,000 Bucarest, Rumanía        | Tierra     | Garbiñe Muguruza        | 6-3, 4-6, 6-4 |
| Ganadora  | 13. | 29 de julio de 2012      | ITF $100,000 Olomouc, República Checa | Tierra     | Alexandra Cadanțu       | 6-2, 6-3      |
| Ganadora  | 14. | 12 de octubre de 2012    | ITF $25,000 Sant Cugat, España        | Tierra     | Estrella Cabeza Candela | 6-1, 6-4      |
| Ganadora  | 15. | 15 de mayo de 2015       | ITF $50,000 Saint-Gaudens, Francia    | Tierra     | Jana Čepelová           | 6-1, 6-0      |
| Ganadora  | 16. | 10 de agosto de 2015     | ITF $75,000 Praga, República Checa    | Tierra     | Denisa Allertová        | 6-3, 7-6(5)   |
| Ganadora  | 17. | 15 de enero de 2017      | ITF $15,000 Hammamet, Túnez           | Tierra     | Julia Grabher           | 6-2, 6-2      |
| Ganadora  | 18. | 22 de enero de 2017      | ITF $15,000 Hammamet, Túnez           | Tierra     | Alexandra Dulgheru      | 6-3, ret.     |
| Finalista | 19. | 12 de febrero de 2017    | ITF $15,000 Manacor, España           | Tierra     | Isabelle Wallace        | 3-6, 6-7(5)   |
| Ganadora  | 20. | 18 de febrero de 2017    | ITF $15,000 Manacor, España           | Tierra     | Anastasia Zarycká       | 6-4, 6-2      |
| Ganadora  | 21. | 11 de junio de 2017      | ITF $25,000 Figueira da Foz, Portugal | Tierra     | Sarah-Rebecca Sekulic   | 6-4, 6-2      |
| Ganadora  | 22. | 20 de agosto de 2017     | ITF $25,000 Montreaux, Suiza          | Tierra     | Deborah Chiesa          | 4-6 6-1 6-2   |

### Dobles ITF: 6 (5–1)
| Posición   | N.º | Fecha                 | Torneo                             | Superficie | Pareja            | Oponentes                               | Resultado           |
| Finalistas | 1.  | 13 de agosto de 2010  | ITF $25,000 Koksijde, Bélgica      | Tierra     | Lara Arruabarrena | Nicole Clerico Justine Ozga             | 7–5, 4–6, [6–10]    |
| Ganadoras  | 2.  | 9 de octubre de 2010  | ITF $50,000 Madrid, España         | Tierra     | Lara Arruabarrena | Irina-Camelia Begu Elena Bogdan         | 6–4, 7–5            |
| Ganadoras  | 3.  | 15 de enero de 2017   | ITF $15,000 Hammamet, Túnez        | Tierra     | Chloé Paquet      | Joséphine Boualem Julia Grabher         | 6–4, 6–4            |
| Ganadoras  | 4.  | 21 de enero de 2017   | ITF $15,000 Hammamet, Túnez        | Tierra     | Laura Pigossi     | Cristina Dinu Yana Sizikova             | 6–2, 6–4            |
| Ganadoras  | 5.  | 17 de febrero de 2017 | ITF $15,000 Manacor, España        | Tierra     | Olga Sáez Larra   | Yvonne Cavalle Reimers Charlotte Römer  | 6–3, 6–2            |
| Ganadoras  | 6.  | 27 de agosto de 2017  | ITF $25,000 Braunschweig, Alemania | Tierra     | Cornelia Lister   | Anastasiya Komardina Diana Marcinkevica | 3-6, 7-6(5), [11-9] |

## Grand Slam Júnior (0; 0+0)

### Dobles (0-1)
| Posición  | Año  | Torneo        | Superficie | Pareja            | Oponentes                   | Resultado |
| Finalista | 2010 | Roland Garros | Tierra     | Lara Arruabarrena | Tímea Babos Sloane Stephens | 2–6, 3–6  |

## Clasificación en torneos del Grand Slam

### Individual
| Torneo               | 2012 | 2013 | 2014 | 2015 | 2016 | 2017 | 2018 | G-P | Títulos |
| -------------------- | ---- | ---- | ---- | ---- | ---- | ---- | ---- | --- | ------- |
| Abierto de Australia | A    | 1R   | A    | 1R   | Q1   | A    | Q1   | 0-2 | 0       |
| Roland Garros        | A    | 2R   | 3R   | 1R   | A    | A    | A    | 3-3 | 0       |
| Wimbledon            | A    | 2R   | 1R   | Q2   | A    | A    | A    | 1-2 | 0       |
| Abierto de EE. UU.   | Q1   | 2R   | 1R   | Q2   | A    | A    | A    | 1-2 | 0       |
| WTA Finals           | -    | -    | -    | -    | -    | -    | -    | 0-0 | 0       |
| Ganados–Perdidos     | 0–0  | 3–4  | 2-3  | 0-2  | 0-0  | 0-0  | 0-0  | 5-9 | 0 / 9   |
| Ranking WTA          | 99   | 65   | 89   | 127  | 460  | 210  | 805  |     |         |

### Dobles
| Torneo               | 2012 | 2013 | 2014 | 2015 | 2016 | 2017 | G-P | Títulos |
| -------------------- | ---- | ---- | ---- | ---- | ---- | ---- | --- | ------- |
| Abierto de Australia | -    | -    | -    | 3R   | 1R   | -    | 2-2 | 0       |
| Roland Garros        | -    | 1R   | 2R   | CF   | -    |      | 4-3 | 0       |
| Wimbledon            | -    | 1R   | 1R   | -    | -    |      | 0-2 | 0       |
| Abieto de EE. UU.    | -    | -    | 1R   | 1R   | -    |      | 0-2 | 0       |
| WTA Finals           | -    | -    | -    | -    | -    |      | 0-0 | 0       |

## Estadísticas ante otras jugadoras

### Récord contra jugadoras Top 10 del ranking de la WTA
| Jugadora            | Partidos | Récord | % Vict. | Dura      | Tierra batida | Hierba   |
| Número 1            |          |        |         |           |               |          |
| Garbiñe Muguruza    | 5        | 2-3    | 40%     | 0-2       | 2-1           | 0-0      |
| Angelique Kerber    | 2        | 1-1    | 50%     | 1-1       | 0-0           | 0-0      |
| Venus Williams      | 2        | 0-2    | 0%      | 0-1       | 0-0           | 0-1      |
| Ashleigh Barty      | 1        | 1-0    | 100%    | 1-0       | 0-0           | 0-0      |
| Victoria Azárenka   | 1        | 0-1    | 0%      | 0-0       | 0-1           | 0-0      |
| Karolína Plíšková   | 1        | 0-1    | 0%      | 0-0       | 0-1           | 0-0      |
| Simona Halep        | 1        | 0-1    | 0%      | 0-0       | 0-1           | 0-0      |
| Número 2            |          |        |         |           |               |          |
| Agnieszka Radwańska | 2        | 0-2    | 0%      | 0-1       | 0-1           | 0-0      |
| Svetlana Kuznetsova | 1        | 0-1    | 0%      | 0-0       | 0-1           | 0-0      |
| Número 4            |          |        |         |           |               |          |
| Johanna Konta       | 2        | 1-1    | 50%     | 0-1       | 1-0           | 0-0      |
| Kiki Bertens        | 2        | 1-1    | 50%     | 1-1       | 0-0           | 0-0      |
| Dominika Cibulková  | 1        | 0-1    | 0%      | 0-0       | 0-0           | 0-1      |
| Número 5            |          |        |         |           |               |          |
| Daniela Hantuchová  | 1        | 1-0    | 100%    | 0-0       | 1-0           | 0-0      |
| Sara Errani         | 1        | 0-1    | 0%      | 0-0       | 0-1           | 0-0      |
| Lucie Šafářová      | 1        | 0-1    | 0%      | 0-0       | 0-1           | 0-0      |
| Número 6            |          |        |         |           |               |          |
| Flavia Pennetta     | 1        | 0-1    | 0%      | 0-0       | 0-1           | 0-0      |
| Número 7            |          |        |         |           |               |          |
| Marion Bartoli      | 1        | 0-1    | 0%      | 0-0       | 0-1           | 0-0      |
| Madison Keys        | 1        | 0-1    | 0%      | 0-0       | 0-1           | 0-0      |
| Número 9            |          |        |         |           |               |          |
| Andrea Petković     | 1        | 0-1    | 0%      | 0-1       | 0-0           | 0-0      |
| Julia Görges        | 1        | 0-1    | 0%      | 0-0       | 0-1           | 0-0      |
| Timea Bacsinszky    | 1        | 0-1    | 0%      | 0-1       | 0-0           | 0-0      |
| Total               | 30       | 7-23   | 23,33%  | 3-9 (25%) | 4-12 (25%)    | 0-2 (0%) |

## Premios, reconocimientos y distinciones
- Mejor Deportista Promesa ("Premio Antonio Cutillas") de 2006 y Finalista a Mejor Deportista Femenina de 2010 en los Premios Deportivos Provinciales de la Diputación de Alicante.[8]